# Eureka Seven: Pocket Full Of Rainbows
Eureka Seven: good night, sleep tight, young lovers (яп. 交響詩篇エウレカセブン ポケットが虹でいっぱい ко:кё: сихэн эурэка сэбун покэтто га нидзи дэ иппай, Eureka Seven: Pocket Full Of Rainbows) — японский полнометражный анимационный фильм 2009 года, снятый по мотивам аниме-сериала Eureka Seven: Psalms of Planets. Другие названия: «Эврика 7 муви» (англ. Eureka Seven The Movie), «Эврика 7: Полный карман радуги» (англ. Pocket Full of Rainbows), «Псалмы планет Эврики 7: Доброй ночи, крепких снов, юные возлюбленные» (англ. Psalms of Planets Eureka seveN: Good night, Sleep tight, Young lovers).
Фильм заимствует из сериала героев, но не является ни продолжением, ни ремейком. Сюжет существенно изменён, персонажи зачастую предстают в другом качестве и с новыми характерами. В фильме использованы отдельные фрагменты сериала.

## Сюжет
В апреле 2009 года в южной части Тихого океана началась война между человечеством и неизвестной формой жизни, называемой людьми Имаги (Imagi) и аватары. Со временем война распространилась на остальные части Земли. Основная часть событий фильма происходит в 2054 году.
Рэнтон и Эврика вместе с личинкой боевого робота «Нирваша» живут в Варшаве. Отец мальчика занимается научными исследованиями. Эврика с виду обычная девочка, правда с розовыми глазами и с кожей, не выдерживающей контакта с прямыми лучами солнца. Рэнтон тоже с виду обычный мальчик, но при этом обладает крайне редкой способностью — он может понимать свой меха «Нирваш». В ходе одного из экспериментов погибает учитель Рэнтона и Эврики — Доминик. В 2046 году Армия Освобождения Человечества от имени правительства начинает расследование деятельности Варшавской лаборатории, где работал отец Рэнтона. Военные забирают Эврику…
Проходит восемь лет. Рэнтон, желая отыскать Эврику, покидает родной город и вступает в Армию Освобождения Человечества, став пилотом KLF (Kraft Light Fighter, боевый человекоподобный робот, благодаря риф-борду способен летать по воздуху) «Нирваш» в звании капрала. Теперь в составе 303-го независимого молодёжного отряда («Гекко-Го») ему предстоит первый бой.
Человечество уже 45 лет ведёт войну, постепенно проигрывая её. Центральное правительство Земли решает применить супероружие, «Молот Бога», которое уничтожит Имаги с помощью солнечной энергии. К сожалению, побочным эффектом применения такого оружия станет глобальное изменение климата Земли, в результате чего жить на планете станет невозможно. Впрочем даже эта катастрофа не способна остановить правительство, готовое уничтожить Имаги любой ценой. Было решено построить корабль-ковчег «Мегапуть» (англ. Megaroad), который сможет спасти 20 000 избранных.
«Гекко-Го» сражается с врагом в Южной Дакоте, имея задачу спасти засекреченный объект, находящийся на военной базе. По ходу боя «Нирваш» перестаёт подчиняться Рэнтону и буквально проламывается внутрь военной базы, где обнаруживается пропавшая 8 лет назад Эврика. Юноша хочет забрать девушку с собой, но та отказывается, считая, что недостойна его защиты. Рэнтон всё таки забирает Эврику с собой. «Нирваш», под воздействием сильных чувств юноши эволюционирует в новую форму и расправляется с аватарами. Холланд и Тальхо, наблюдая за его действиями, понимают, что достигли своей цели, ведь «найден ключ — основа Плана по Воссозданию Мифа, грядущее воплощение невинного праведника». «Нирваш» возвращается на «Гекко-Го», а Рэнтон с удивлением узнаёт, что именно Эврика была тем самым засекреченным объектом, который они должны были спасти с военной базы.
Пока Холланд и Тальхо обсуждают исполнение своей давней мечты, Мудрецы, возглавляющие Правительство планеты, обсуждают расследование убийства генерал-майора Дьюи Соренстама. Времени у них мало, так как уже вскоре будет применён «Молот Бога» и избранным придётся покинуть Землю. Но дело слишком важное и мудрец Кода согласна заняться им.
В то время как Рэнтон и Эврика в медицинском пункте вспоминают свою первую встречу, Мудрец Кода и глава Социального департамента Юргенс обсуждают дело Дьюи Соренстама. Генерал-майор, имевший склонность к педофилии, набирал в своё подразделение детей, чьи родители погибли на военной службе. Юргенс предполагает, что один из солдат Соренстама не смог вынести происходящего, убил Дьюи и похитил детей. Теперь выдан ордер на арест этого солдата, а зовут его Холланд Новак. Разговор Коды и Юргенса неожиданно прерывают новостью о том, что 303-й отряд исчез вместе с Эврикой.
Рэнтон надеется, что его повысят в звании до второго лейтенанта, что позволит ему вернуться в Варшаву. Вернуться вместе с Эврикой, чтобы выполнить обещание данное Доминику перед его отъездом. Девушка признаётся ему в том, что она не человек, а робот-шпион Имаги. Рэнтон не хочет верить Эврике, и та рассказывает ему о себе. Рэнтон узнаёт, что как только красные кольца в её глазах исчезнут, она умрёт.
Власти выясняют, что солдат, разыскиваемый за убийство генерал-майора Соренстама, и командир пропавшего 303-го отряда один и тот же человек. Непонятно почему на месте убийства нашли шприц с остатками препарата datu-RA, он же наркотик ММ88, способный, правда ненадолго, замедлять старение и тем самым продлевать жизнь. Неприятным сюрпризом для властей становится неожиданное обнаружение тела Холланда Новака, ведь если он мёртв, то кто руководит 303-м отрядом?
В это время «Гекко-Го» натыкается на военный патруль и вступает в бой. Вылетевший без приказа Рэнтон потрясён тем, что они воюют против своих. Он пытается остановить Холланда, но Мэттью блокирует «Нирваш».
Кода и её помощница Мария обсуждают последнюю полученную информацию. Выяснилось, что командир 303-го отряда убил не только генерал-майора Соренстама, но и своего собственного отца Холланда Новака, а позже, под его именем и фамилией вступил в армию. Остаётся неясной роль юного капрала Рэнтона Торстона, лишь недавно присоединившегося к 303-му отряду. После того как его родители, учёные, работавшие на военных, погибли во время Агонии Доха, он был отправлен на учёбу в токийскую начальную школу Сугинами, которая находится в ведении Армии Освобождения Человечества.
В школе мальчик нередко конфликтовал с другими учениками. Во время одной из ссор в драку вмешался «Нирваш», личинка KLF, которую растил Рэнтон. В школе «Нирваш» демонстрировал невероятно быстрый рост своих возможностей. К тому же выяснилось, что Рэнтон обладает способностью понимать свой KLF. Во время симуляций боёв Торстон показал особые способности. В конце концов 14-летнему мальчику предложили вступить вместе с «Нирвашем» в Первую Мобильную Дивизию Армии Освобождения Человечества. Кода приходит к выводу, что Рэнтон не мятежник.
После возвращения на корабль Рэнтона ожидает разговор с членами экипажа «Гекко-Го», точнее с командиром 303-го отряда Холландом. Тот признаётся мальчику, что на самом деле ему и другим членам экипажа 17 лет, все они сироты, ставшие после смерти родителей жертвами экспериментов военных.
Кода и Мария прибывают в Тресор, где от доктора Мориты узнают, что случилось 8 лет назад в Варшавской лаборатории. В ней разрабатывалось оружие против Аватаров, в том числе KLF. Помимо оружия в лаборатории изучали Имаги гуманоидной формы, семь девочек, названных «Главными Целями». Пытаясь получить как можно больше данных об Имаги, над ними ставили опыты, а тем временем вокруг них возник культ… Хотя документация Варшавской лаборатории была уничтожена, всё же сохранились данные об эксперименте, проведённом над 40 военными сиротами и девочке-Имаги по имени Анэмонэ (№ 006). Эксперимент провалился, мало того, лаборатория была уничтожена странным взрывом, названным «Агония Доха». Нескольких выживших мальчиков и девочек, найденных на месте взрыва, прозвали «дети страны Неверлэнд» или «бессмертные».
Тем временем Холланд продолжает свой рассказ. Военных сирот использовали в эксперименте, закончившийся «Агонией Доха». Хотя эксперимент провалился, сироты, участвовавшие в нём увидели другой мир. Так у них появилась цель, во что бы то ни стало попасть в этот мир.
Кода в Тресоре узнаёт, что в результате «Агонии Доха» возникло очень мощное гравитационное поле, создавшее на несколько секунд чёрную дыру. По предположению одного из учёных, Варшавская лаборатория преуспела в своих исследованиях благодаря изучению так называемого «Мифа Агеха».
Холланд продолжает свой рассказ. После того как «детей страны Неверлэнд» нашли военные, выяснилось, что они стареют в 3 раза быстрее, чем обычные люди. От преждевременной смерти их спасает только препарат datu-RA. Только переход в другой мир спасёт их. Рэнтон несогласен с Холландом, считая, что у них нет права отнимать жизнь у других, чтобы достичь своей цели.
Тем временем Кода узнаёт, что в результате «Агонии Доха» удалось доказать, что субатомными частицами можно управлять. По мнению учёных, Имаги умеют управлять субатомными частицами и иногда реагируют на сны людей. Итак, есть система с помощью которой можно перестроить мир, осталось только найти того, кто её запустит. Помочь в этом может «Миф Агеха».
Хап добивается от Холланда согласия промыть Рэнтону мозги, ведь иначе тот никогда не согласится присоединиться к ним. Эврика случайно подслушивает их разговор и предупреждает друга.
Армия снова атакует «Гекко-Го». Тальхо не может командовать кораблём из-за болезни и Холланду приходится заменить её. В результате против врага 303-й отряд может выставить всего два KLF. «Гекко-Го» принимает неравный бой. Эврика освобождает Рэнтона и просит его уйти, но он отказывается сбегать без неё. Она говорит, что не может пойти с ним, потому что её миссия сбор информации о человечестве. Используя данные собранные Эврикой Аватары надеются найти слабые места людей и уничтожить их. Девушка не хочет помогать им в этом и предпочитает умереть, желая спасти Рэнтона. Потрясённый юноша клянётся защитить Эврику ото всех — военных, «Гекко-Го», Аватаров. Они запускают «Нирваш» и заставляют военных отступить. Рэнтон требует от Холланда рассказать зачем он и Эврика им нужны. Новак объясняет, что внутри Эврики есть кристалл Аватаров, который может открыть проход в Неверленд, но Рэнтон единственный человек, который использовать его, так как является «Избранным». Затем он предлагает юноше выбор: присоединиться к «Гекко-Го» и вместе с Эврикой попасть в Неверленд либо остаться на Земле где девушка вскоре умрёт. Полный решимости быть с Эврикой Рэнтон решает помочь Холланду и его экипажу. Сделав выбор, юноша улетает вместе с девушкой, чтобы побыть с ней наедине.
Рэнтон приходит к выводу, что между ним и «Гекко-Го» нет большой разницы. И он и они ради своей мечты убили много людей и Аватаров и будут убивать ещё. Эврика признаётся, что хочет жить, жить с Рэнтоном.
Тем временем военные терпят очередное поражение от Аватаров, а Хап и Стоунэр обсуждают решение Холланда заключить сделку с Рэнтоном. Хап не уверен, что Эврика та самая «Святая Дева», которая сможет исполнить их желание, ведь у неё нет крыльев в отличие от рисунка в книге. Он не доверяет Холланду и хочет всё проверить сам.
Военные потеряли контроль над уже более чем 80 % KLF. Часть правительства требуют немедленно применить «Молот Бога», но пока ещё остались сомневающиеся в таком радикальном решении. Кода и Юргенс узнаёт, что отец Рэнтона был инженером Варшавской лаборатории и одним из приверженцев варшавского культа. Также было установлено, что вместе с ним рос человекообразный Аватар. Члены культа проводили эксперименты с целью совместить сны Рэнтона и Эврики. Кода приходит к выводу, что «дети Неверленда» пытаются с помощью Рэнтона и Эврики создать для себя новый мир. Для этого надо повторить «Агонию Агехы», что требует огромных затрат энергии, которую может дать «Молот Бога». Таким образом, если правительство не использует оружие, то проиграет Аватарам, если применит то поможет «детям Неверленда» в их желании.
Эврика спрашивает у Рэнтона, могут ли они доверять команде «Гекко-Го». Юноша отвечает что верить только в неё и «Нирваша», вновь обещая сражаться за неё с кем угодно, членами экипажа корабля, военными, Аватарами. Кристалл в Эврике вызывает «Звёздную волну», тем самым выводя из под контроля KLF и разрушая их. Девушка пытается спасти «Нирваш». Тем временем, Хап и Стоунэр, воспользовавшись хаосом, нападают на Эврику, считая её ненастоящей «Святой девой». На помощь приходит Рэнтон. Во вреям схватки Хап выстрелил Рэнтону в живот. «Нирваш», вновь став личинкой, убивает Хапа и Стоунэра на глазах у Холланда.
Аватары собираются в южном полушарии, готовясь к финальной битве, в то время как все KLF землян выведены из строя. До запуска «Молота Бога» остаётся 12 часов. Холланд говорит, что ему нужно только будущее в котором есть Тальхо. Рэнтон госпитализирован, а Эврика, чувствуя себя виноватой, клянётся не дать ему умереть.
Кода отправляет на «Мегапуть» своего секретаря Марию вместо себя, а сама остаётся, желая во что бы то ни стало узнать правду.
«Гекко-Го» прибывает в Водарак, где в подземной тюрьме находится Анэмонэ, она же № 006. Эврика сообщает Холланду и другим, что Анэмонэ, в которую был влюблён учитель Доминик, такая же как и она. Анэмонэ вместе с личинкой TheEnd встречает их. Тем временем до полного развёртывания «Молота Бога» остаётся 2 часа, а Аватары приближаются к Водараку. Анэмонэ готова сломать печать, но неожиданно Эврика, угрожая ей пистолетом, требует от экипажа «Гекко-Го» доставить Рэнтона в госпиталь для лечения. В это время Рэнтон приходит в себя и видит Доминика, а Аватары проникают в подземелье. Анэмонэ, вновь став девушкой, останавливает время и объясняет Эврике, что эксперимент, закончившейся «Агонией Агеха», был прекращён Домиником, чтобы спасти её, Анэмонэ. Тем временем, Доминик рассказывает Рэнтону, что Аватары это зеркало в котором отражается мир. Анэмонэ сообщает Эврике, что Аваторы живые и рождены эти миром, «миром страха и ненависти», поясняя, что девушке надо увидеть сны для спасения мира. Доминик в свою очередь говорит Рэнтону, что надо обращать больше внимания на то, что в его сердце, чем в голове. Время вновь возобновляет свой ход.
Окончательно очнувшийся Рэнтон на «Нирваше» уничтожает Аватар, напавший на Водарак, и предлагает Эврике уйти вместе с ним, потому что любит её всем сердцем. Она соглашается не задумываясь. Вдвоём на «Нирваше» они улетают. Анэмонэ сообщает Холланду, что Рэнтон и Эврика создали свой миф, встав на свой собственный путь. Взбешённый Новак клянётся не позволить им бежать.
«Молот Бога» приведён в действие. Тем временем Холланд на «Морском Дьяволе» атакует «Нирваш», требуя от Рэнтона и Эврики определиться, с ним они или против него. Ситуация осложняется тем, что Рэнтон, не до конца оправившийся от ранения, потерял много крови. Миша сообщает Тальхо что та беременна.
Кода встречается с Анэмонэ и та предлагает ей посмотреть как зарождается новый миф. Рэнтон на грани потери сознания от потери крови, а Холланд продолжает атаки. Чтобы закончить бой в свою пользу он включает на полную мощность обратную связь с амита-драйвом и активирует способность своего KLF видеть «души». Неожиданно узнав, что Тальхо беременна и носит его ребёнка, Холланд теряет волю к борьбе. Миша рассказывает ему, что ребёнок развивается как обычный и не подвержен быстрому старению. Эврика сообщает потерявшему сознание Рэнтону, что хотела бы вернуться в Варшаву. Ради спасения любимого она решает пожертвовать своими воспоминаниями.
«Нирваш» помогает лучу «Молота Бога» уничтожить Командный центр Имаги. В результате уничтожения Командного центра на Земле начинается Второй Великий Потоп. Миллионы людей погибли, жилища разрушены, но Имаги уничтожено. Оставшиеся в живых становятся свидетелями того как планета возвращается к нормальной жизни, какой не знала уже 45 лет. Вместе с ними за возвращением нормальной жизни наблюдают и члены экипажа «Гекко-Го», разбившегося при приземлении и-за неисправностей, полученных из-за хаоса, вызванного выстрелом «Молота Бога». Анэмонэ рассказывает Коде, что Аватарам были нужны воспоминания, которых у них нет и в этом их отличие от людей. № 006 просто наблюдатель и не знает для чего Имаги были нужны воспоминания. Теперь, когда мечта Доминика об окончании войны сбылась, Анэмонэ исчезает, уйдя к своему возлюбленному. Подобрав книгу, которая всё это время была в руках у Анэмонэ, Кода обнаруживает, что все страницы в ней пусты. Она понимает, что придётся самой написать книгу.
Рэнтон приходит в себя на берегу затопленной Варшавы и обнаруживает голую Эврику с длинными волосами и не умеющую говорить. На теле юноши нет и следа от огнестрельного ранения, а рядом с ними личинка «Нирваш» огромных размеров. «Нирваш» прощается с Рэнтоном, уходя туда же куда ушли Аватары. На прощанье она сказала, что Рэнтон и Эврика могут и без крыльев полететь в будущее. Хотя Рэнтон опечален уходом «Нирваш», он находит утешение в том, что с ним Эврика, превратившаяся в обычного человека, о чём говорит отсутствие красных колец в глазах.

## Роли озвучивали
- Сэйю: Юко Сампэй — Рэнтон Торстон (яп. レントン・サーストン рэнтон са:сутон)
- Сэйю: Каори Надзука — Эврика (яп. エウレカ)
- Сэйю: Ами Косимидзу — Анэмонэ (яп. アネモネ)
- Сэйю: Сигэнори Ямадзаки — Доминик (яп. ドミニク доминику) (учитель Рэнтона и Эврики)
- Сэйю: Кэйдзи Фудзивара — Холланд Новак (яп. ホランド・ノヴァク хорандо новаку) (пилот LFO «Морской Дьявол» и командир «Гекко-Го»)
- Сэйю: Митико Нэя — Тальхо Юки (яп. タルホ・ユーキ тарухо ю:ки) (капитан «Гекко-Го»)
- Сэйю: Мамору Мияно — Мундогги (яп. ムーンドギー му:ндоги:) (пилот «Гекко-Го»)
- Сэйю: Акио Накамура — Мэтью (яп. マシュー масю:) (пилот LFO, «Гекко-Го»)
- Сэйю: Маюми Асано — Хильда (яп. ヒルダ хируда) (пилот LFO, «Гекко-Го»)
- Сэйю: Тамио Оки — Кэн-Го (яп. ケンゴー кэнго:) (главный стрелок «Гекко-Го»)
- Сэйю: Юити Нагасима — Уоз (яп. ウォズ водзу) (программист, электронщик «Гекко-Го»)
- Сэйю: Томоюки Симура — Джобс (яп. ジョブズ дзёбудзу) (главный инженер и механик «Гекко-Го»)
- Сэйю: Таро Ямагути — Хап (яп. ハップ хаппу) (штурман «Гекко-Го»)
- Сэйю: Ясунори Мацумото — Стоунэр (яп. ストナー сутона:)
- Сэйю: Ёко Соми — Миша (яп. ミーシャ ми:ся) (врач «Гекко-Го»)
- Сэйю: Фумиэ Мидзусава — Гиджет (яп. ギジェット гидзэтто) (связистка «Гекко-Го»)
- Сэйю: Сакико Тамагава — Нирваш (яп. ニルヴァーシュ нирува:сю) (меха)
- Сэйю: Сакико Тамагава — ЗеЭнд (яп. ジ・エンド дзи эндо) (меха)
- Сэйю: Тамио Оки — Кудзэми (яп. クゼミ кудзэми) (член Совета Мудрецов)
- Сэйю: Мугихито — Брайя (яп. ブラヤ бурая) (член Совета Мудрецов)
- Сэйю: Марико Акаси — Кода (яп. コーダ ко:да) (член Совета Мудрецов)
- Сэйю: Сатико Кодзима — Мария Шнайдер (яп. マリア・シュナイダー мариа сюнаида:) (помощник Коды)
- Сэйю: Тэцуя Комуро — Юргенс (яп. ユルゲンス юругэнсу) (глава Социального департамента)
- Сэйю: Кэнъити Оно — Морита (яп. モリタ морита)
- Сэйю: Юрико Ямагути — женщина-инженер
- Сэйю: Такэси Аоно — директор школы
- Сэйю: Ёсико Сакакибара — Анэмонэ в старости
- Сэйю: Харука Сомэкава
- Сэйю: Катсунори Кобаяси
- Сэйю: Такахико Сакагума
- Сэйю: Оки Сугияма
- Сэйю: Кэнсукэ Ниси
- Сэйю: Хирому Миядзаки

## Съёмочная группа
- Режиссёр — Томоки Кёда
- Дизайн персонажей — Кэнъити Ёсида
- Художник-постановщик — Нагай Кадзуо
- Режиссёр анимации — Сайто Цунэнори
- Композитор — Наоки Сато

## Музыка
Главной музыкальной темой в фильме стала композиция «Space Rock» с альбома 2008 года «Rock Album» группы iLL, созданной Кодзи Накамура, бывшим участником Supercar. Самой известной работой группы Supercar была песня Storywriter, записанная в 2005 году и прозвучавшая в аниме «Eureka 7».

## Интересные факты
- В фильме члены Совета мудрецов из сериала являются руководителями Центрального правительства Земли.
- В фильме упоминается полковник Дьюи, но уже в качестве генерал-майор Дьюи Соренстама, который занимался воспитанием детей-сирот, чьи родители погибли на службе в армии. Одним из его воспитанников был Холланд Новак, позднее заподозренный в убийстве Дьюи.
- В фильме упоминается Грег «Доктор Медведь» Иган. Именно его фотографию Юргенс показывает Коде, рассказывая о Холланде Новаке, позднее выясняется что Новак-Иган был убит свои сыном, который воспользовался именем и фамилией убитого им отца.
- Когда Рэнтон и Эврика на «Нирваше» самовольно отправляются в бой, то компьютер показывает фамилию Эврики — «Zita». При этом место и дата рождения, а также возраст помечены как неизвестные[1].